# Saldaña (Spanyolország)
Saldaña egy község Spanyolországban, Palencia tartományban. Saldaña Quintanilla de Onsoña, Pedrosa de la Vega, Villaluenga de la Vega, Poza de la Vega, Pino del Río, Ayuela, Valderrábano, Villabasta de Valdavia, Villasila de Valdavia és Loma de Ucieza községekkel határos. Lakosainak száma 2869 fő (2024).

## Népesség
A település népessége az elmúlt években az alábbi módon változott:
| Lakosok száma | 3190 | 3077 | 3083 | 3097 | 3032 | 3149 | 3067 | 2961 | 2905 | 2869 |
|               | 2001 | 2004 | 2007 | 2009 | 2012 | 2014 | 2017 | 2019 | 2022 | 2024 |